# Galeottiella
Galeottiella là một chi thực vật có hoa trong họ Orchidaceae. 